# ゲルハルト・ヒュッシュ
ゲルハルト・ヒュッシュ（Gerhard Hüsch, 1901年2月2日 - 1984年11月21日）は、ドイツのハノーファー出身のバリトン歌手。

## 概要
ベルリン国立歌劇場やロイヤル・オペラハウス、バイロイト音楽祭などで活躍。『魔笛』のパパゲーノや『タンホイザー』のヴォルフラムを得意とした。『冬の旅』、『美しき水車小屋の娘』などのリートの名唱でも知られる。門下に中山悌一がいる。
戦後は日本とも関係が深く、1961年から2年間東京芸術大学で声楽を教え、また愛知県立芸術大学他、日本各地にて教壇に立った。大阪フィルハーモニー交響楽団の第100回記念定期演奏会時に来日しており、合唱指揮をしている（曲目はマーラーの交響曲第8番）。